# Kapellenberg (Glauer Berge)
Der Kapellenberg ist eine 79,2 Meter hohe Erhebung in den Glauer Bergen und damit Teil des Naturparks Nuthe-Nieplitz im Landkreis Teltow-Fläming in Brandenburg.

## Geschichte
Die Erhebung entstand vor rund 28.000 Jahren am Ende der Weichsel-Eiszeit. Zwischen der Endmoräne des Flämings, dem südlich vorgelagerten Baruther Urstromtal sowie  dem nördlich gelegenen Berliner Urstromtal lagerten sich Geröll, Mergel und Sand ab. Dieses Material wurde nach einem kurzzeitigen Stillstand des Gletschers erneut zusammengestaucht und ergab so eine Stauchmoräne.

## Ausgestaltung
In der unmittelbaren Umgebung der Spitze des Kapellenberges wachsen Robinien, aber auch einige Flieder- und Holundersträucher. Markant sind die Krüppelkiefern genannten Kiefern, die zu einer früheren Zeit von einem Bauernwald umgeben waren. Die Landwirte nutzten die Kiefern als Einstreu und beschnitten die Bäume, die sich im 21. Jahrhundert in teilweise bizarren Formen präsentieren. Auf dem Gipfel wurde im Mittelalter eine Kapelle errichtet, die der Erhebung ihren Namen gab. Sie verfiel nach der Reformation, die Ruine wurde 1909 abgetragen. Von dem Bau sind im 21. Jahrhundert nur noch wenige Mauerziegel übrig geblieben.
Der Berg ist über einen rund sieben Kilometer langen, mit einem roten Querbalken markierten Rundwanderweg von Blankensee aus erreichbar.